# Dru Drury
Pour les articles homonymes, voir Drury.

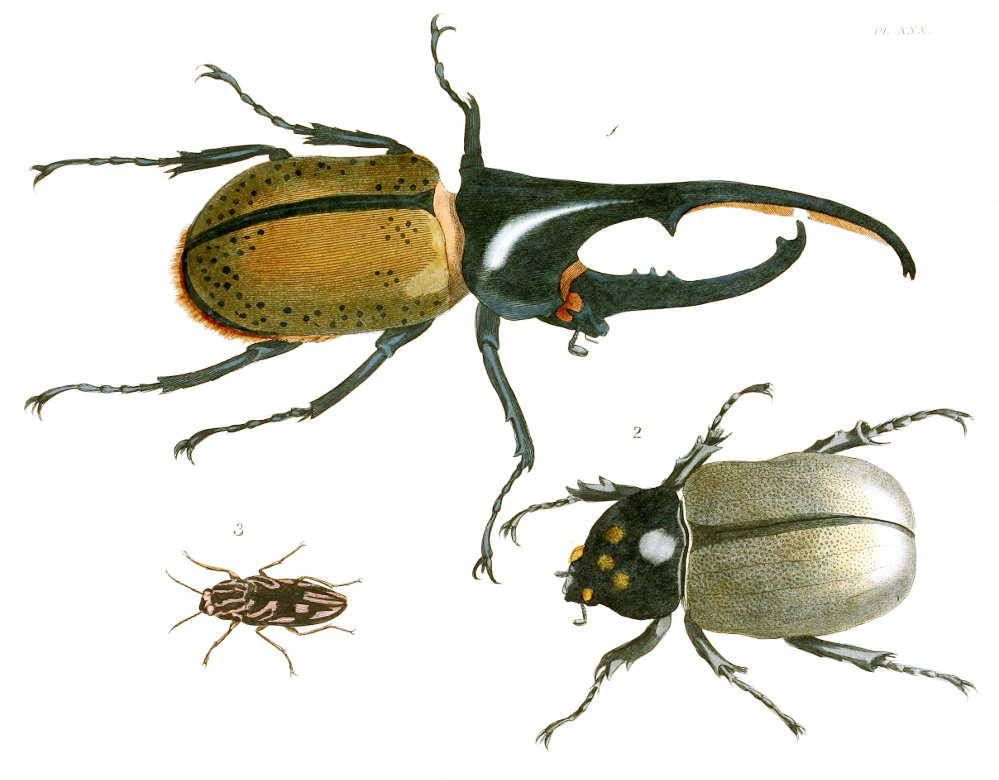
Planche tirée de Illustrations of Exotic entomology 1770-1784

Dru ou Drew Drury, né le 4 février 1725 à Wood Lane à Londres et mort le 15 janvier 1804 dans cette même ville, est un orfèvre et entomologiste amateur britannique.

## Biographie
Il est le fils d’un orfèvre prospère, Dru Drury (1688-???) et de Mary Hesketh. Il reprend tout d’abord, en 1748, la boutique de son père et l’abandonne complètement en 1789 pour se consacrer à ses passions, principalement l’entomologie, mais aussi le jardinage, la pêche à la ligne et à la fabrication de vin.
Sa collection était riche de près de onze mille espèces différentes dont plus de deux mille de Grande-Bretagne. À son époque, on estimait que le nombre total des espèces était de vingt mille. Il dépense plus de 4 000 livres sterling de son époque pour constituer sa collection. Il achète des collections entières, notamment celle de Margaret Cavendish Bentinck, duchesse de Portland (1715-1785) (femme du deuxième duc de Portland), et qui était très réputée.
C’est pour visiter la collection de Drury que Johan Christian Fabricius (1745-1808) vient à Londres. Les deux entomologistes se lient d’amitié; Fabricius lui dédie plus tard une espèce de micro-lépidoptère (Chrysoesthia drurella).
Membre actif de l’Aurelian Society, il correspond avec Linné (1707-1778) et avec Kirby (1759-1850). Les deux naturalistes dédient également à Drury des espèces.
Drury fait paraître en 1770 le premier volume de ses Illustrations of Natural History consacrée aux insectes exotiques. Il contient 240 illustrations dont 550 colorées par Moses Harris (1730-v. 1788). Le troisième et dernier volume paraît en 1787.
Après sa mort, sa bibliothèque et ses collections sont mises en vente. Il s'agit donc de la première vente aux enchères entièrement consacrée aux insectes. La plupart de ses spécimens sont acquis par ses amis William Kirby et Edward Donovan (1768-1837).
Il est enterré à St Martin-in-the-Fields.